# Julio Peña Fernández
Pour les articles homonymes, voir Fernández.
Julio Peña Fernández, né à Saint-Sébastien, le 15 juillet 2000, est un acteur et chanteur espagnol. 
Il est principalement connu pour son rôle de Manuel Gutiérrez Quemola dans la série Disney Channel, Bia. Plus récemment, il interprète le rôle d'Ares Hidalgo dans la trilogie à succès Netflix, À travers ma fenêtre.

## Biographie
Julio Peña Fernández naît à Saint-Sébastien en Espagne, le 15 juillet 2000. Il a une sœur nommée Emma Peña et deux demi-frères et sœurs par alliance, l'un avec le partenaire de son père et l'autre avec le partenaire de sa mère.
Il grandit à Madrid, où il fait ses premiers pas sur scène dans des pièces de théâtre de son école qui le fera beaucoup grandir.

## Carrière
L'acteur a commencé sa carrière d'acteur en 2012, dans plusieurs pièces de théâtre, telles que : The Nightmare Before Christmas, Miles gloriosus, Spamalot, Mamma Mia ! et Los Pelópidas, ou encore dans la comédie musicale Alice au pays des merveilles.
En 2018, il a été choisi pour jouer le rôle de Manuel Gutiérrez dans la série originale de Disney Channel, Bia. Il a obtenu le rôle quand il était à l'école de théâtre Jana à Madrid lorsque les producteurs de la série sont allés auditionner plusieurs jeunes hommes pour ce rôle. Bien que réticent à le faire, il passa finalement l'audition et obtient le rôle peu après ; l'acteur déménageant à Buenos Aires par la même occasion. 
Grâce à sa performance, il a été choisi pour plusieurs catégories : pour les Kids' Choice Awards México en 2020 en tant qu'acteur préféré de la télévision, aux Most Listened Awards en 2021 en tant qu'acteur de l'année et aux SEC Awards au Brésil en tant que meilleur acteur dans une série pour adolescents. En 2021, il a participé à l'émission spéciale télévisée Bia: Un mundo al revés (es) sur Disney+.
En janvier 2021, il rejoint la série télévisée espagnole Acacias 38 (es), où il incarne Guillermo Sacristán pendant 80 épisodes lors de septième saison.
En avril 2021, il a été confirmé pour le film original Netflix À travers ma fenêtre, basé sur le roman du même nom d'Ariana Godoy (es). Cela sera sa première expérience sur grand écran et celle qui lui devra une reconnaissance internationale. Dans le film, il joue le rôle de Ares Hidalgo. Le film sort dans le monde le 4 février 2022 sur la plateforme Netflix. Le 15 février 2022, soit quelques jours seulement après la sortie du film, Netflix a annoncé le développement de deux suites, À travers ma fenêtre : L'amour pour horizon (2023) et À travers ma fenêtre : Les yeux dans les yeux (2024).
Quelques mois plus tard, il participe à la vidéo musicale de la chanson Berlin d'Aitana. Puis, il est retenu pour être le bras droit de "Berlin", le personnage principal de la nouvelle série de Netflix, Berlin (spin-off et préquelle de La casa de papel), qui se déroule à Paris, ce qui lui assure en 2024 une audience internationale.

## Filmographie

### Cinéma
- 2022 : À travers ma fenêtre (A través de mi ventana) de Marçal Forés : Ares Hidalgo
- 2023 : À travers ma fenêtre : L'amour pour horizon (A través del mar) de Marçal Forés : Ares Hidalgo
- 2024 : À travers ma fenêtre : Les yeux dans les yeux (A través de tu mirada) de Marçal Forés : Ares Hidalgo
- 2025 : Cervantes avant Don Quichotte (El cautivo) d'Alejandro Amenábar : Miguel de Cervantes

### Télévision

#### Séries télévisées
- 2019 - 2021 : Bia : Manuel Gutiérrez Quemol
- 2021 : Acacias 38 (es) : Guillermo Sacristán
- 2023 : Berlin : Roi

## Discographie[9]

### Avec la sérieBia
- 2019 : Así yo soy
- 2019 : Si Vuelvo A Nacer
- 2020 : Grita

## Tournée
- 2019 : Tour Bia
- Bia Live Tour (annulé)

## Distinctions

### En attente
- Kids' Choice Awards México 2020 :
  - Acteur préféré pour  Julio Peña
- SEC Awards 2021 :
  - Acteur préféré pour  Julio Peña